# Тревиоло
Тревио̀ло (на италиански: Treviolo, на източноломбардски: Treviöl, Тревиол) е град и община в Северна Италия, провинция Бергамо, регион Ломбардия. Разположен е на 225 m надморска височина. Населението на общината е 10 426 души (към 2013 г.).